# Pharmacie Jacques de Besançon
Pour l’article homonyme, voir Pharmacie Jacques.
La pharmacie Jacques est une ancienne apothicairerie / pharmacie historique du XVIIIe siècle (futur musée en cours d'aménagement, inauguré d'ici 2013), située au rez-de-chaussée de la maison natale de Victor Hugo, place Victor-Hugo dans le centre historique de Besançon en Franche-Comté.

## Historique
Cette apothicairerie est fondée à Besançon en 1738 par l’apothicaire Joseph Baratte. En 1754 elle est aménagée au rez-de-chaussée de la future maison natale de Victor Hugo (né à Besançon le 26 février 1802), construite par l'architecte Jean-Charles Colombot. 

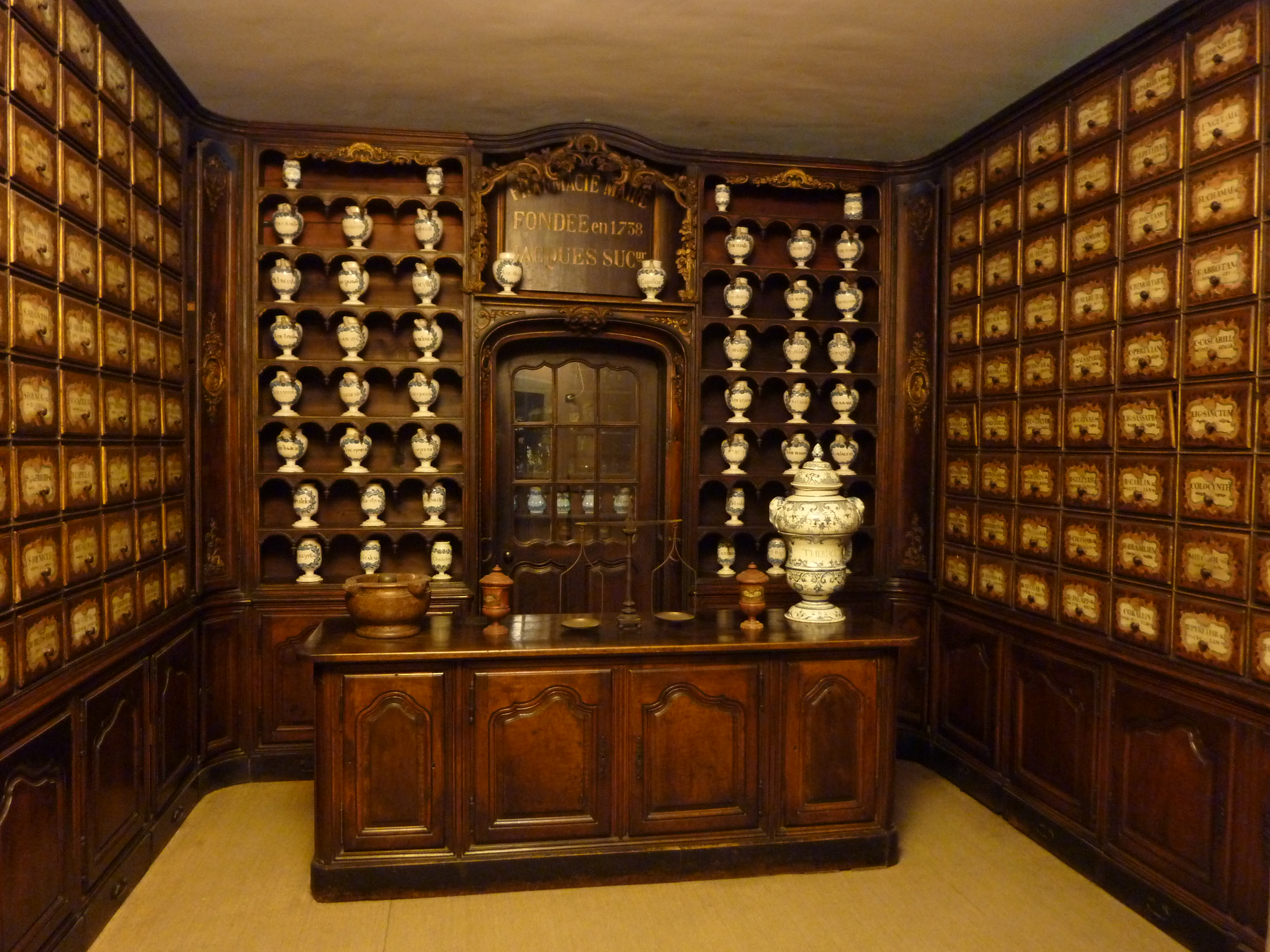
Mobilier et faïences de la pharmacie Jacques actuellement exposés au palais Lascaris de Nice.

En 1800 elle devient la pharmacie Maire, puis la Pharmacie Jacques en 1859 jusqu'à la fin de son activité en 1909.
L’ensemble du mobilier, des objets et faïences des lieux est alors vendu à plusieurs propriétaires successifs puis acheté en 1954 par l'homme d'affaires américain Frank Jay Gould qui en fait don au palais Lascaris de Nice.
Pour célébrer les 210 ans de la naissance de l'écrivain, poète, humaniste Victor Hugo, Besançon va inaugurer le 13 septembre 2013, la « maison » dévolue, à l'engagement politique du poète ainsi que la pharmacie historique d'époque reconstruite au rez-de-chaussée dont mobilier et objets seront échangés avec le palais Lascaris contre cinq tableaux de la Maison de Savoie issus des réserves du musée des beaux-arts et d'archéologie de Besançon.
Cette pharmacie historique est une des deux plus remarquables de Besançon avec l'apothicairerie de Besançon de l'hôpital Saint-Jacques de Besançon.

## Référence
1. ↑  [PDF]Besançon.fr ; ouverture maison victor Hugo Page consultée le 17 août 2013.